# Леман, Глэдис
Глэ́дис Ле́ман (англ. Gladys Lehman), в девичестве — Ко́ллинз (англ. Collins; 24 января 1892, Гейтс, Орегон, США — 7 апреля 1993, Ньюпорт-Бич, Калифорния, США) — американская сценаристка. Номинантка на премию «Оскар» (1945) в номинации «Лучший оригинальный сценарий» за фильм «Две девушки и моряк» (1944).

## Биография и карьера
Глэдис Леман, в девичестве Коллинз, родилась 24 января 1892 года в Гейтсе (штат Орегон, США). Будучи студенткой колледжа, она была посвящена в женский клуб Gamma Phi Beta в XI главе Университета Айдахо.
Леман была одним из основателей Гильдии сценаристов в 1933 году. По контракту с Universal с 1926 по 1932 год, она выполняла внештатную работу до начала 1950-х годов. Она также была одним из основателей Фонда помощи кинофильмам.
Как сценарист, она разделила номинацию на «Оскар» с Ричардом Коннеллом за  «Лучший оригинальный сценарий» для фильма «Две девушки и моряк» в 1944 году.
Глэдис была замужем за Бенджамином Г. Леманом-младшим, от которого у неё был один ребёнок.
Леман скончалась 7 апреля 1993 года от пневмонии в Ньюпорт-Бич (штат Калифорния, США) на 102-м году жизни.

## Избранная фильмография
- 1935 — «Скандалы Джорджа Уайта 1935 года» / George White's 1935 Scandals